# سينيسا استرادا
سينيسا كارمن استرادا (مواليد 26 يونيو 1992)، هي ملاكمة أمريكية محترفة من أصل مكسيكي وبدأت الملاكمة في سن الثامنة. وهي صاحبة أسرع ضربة قاضية في تاريخ الملاكمة للسيدات.